# Temppeliaukio-Kirche

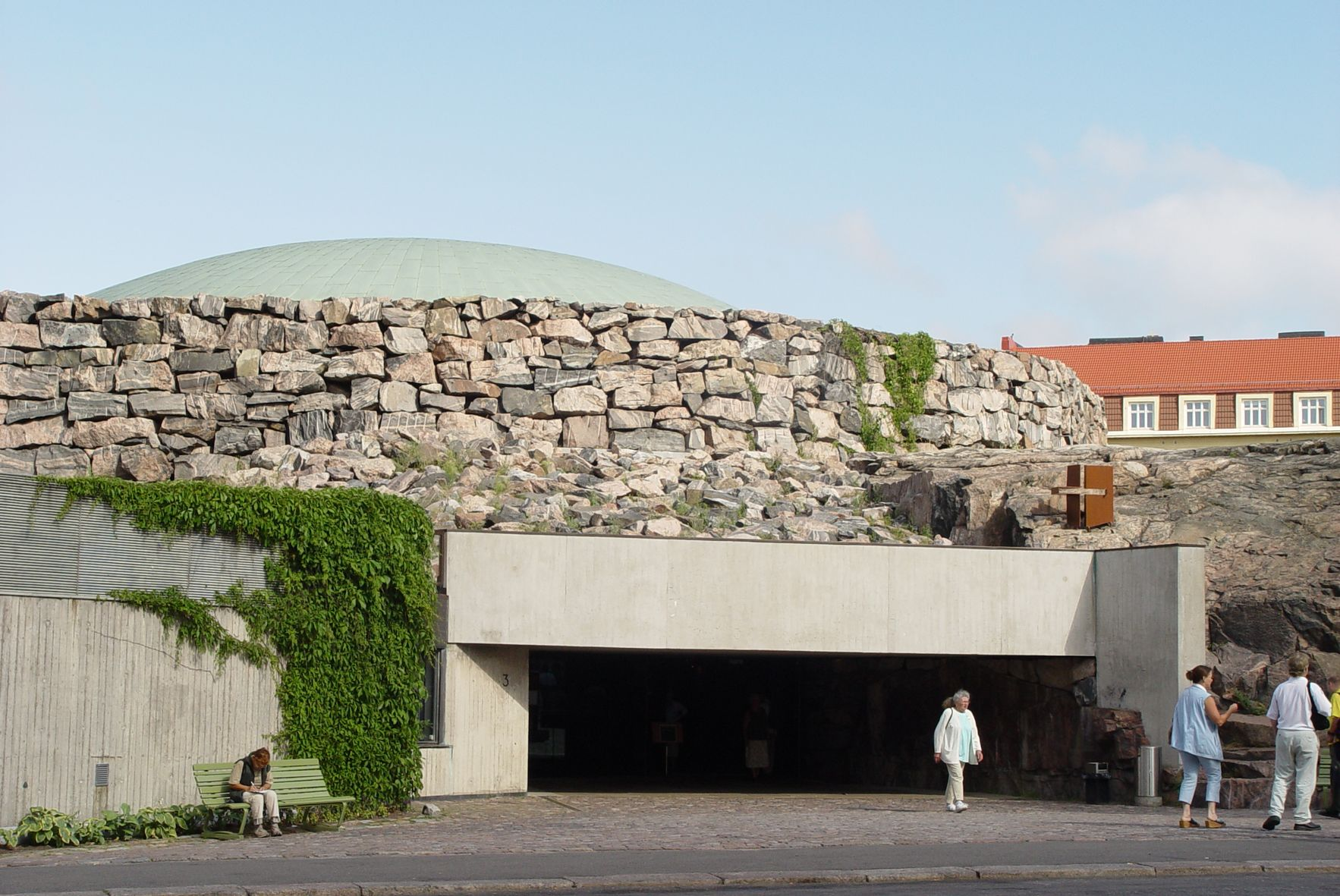
Eingang zur Kirche

Die Temppeliaukio-Kirche (finnisch Temppeliaukion kirkko, schwedisch Tempelplatsens kyrka) östlich des Friedhofs Hietaniemi ist eine moderne Felsenkirche im Stadtteil Etu-Töölö der finnischen Hauptstadt Helsinki, etwa einen Kilometer westlich vom Hauptbahnhof. Sie gilt als herausragendes Beispiel für die finnische Architektur der 1960er Jahre und ist dem späten Expressionismus zuzuordnen.
Die Kirche wurde von den Architekten (und Gebrüdern) Timo und Tuomo Suomalainen geplant und 1969 fertiggestellt. Sie wurde in einen Granitfels hineingebaut, durch das Kupferdach mit 180 Fenstern kommt jedoch Tageslicht herein. Die fünf bis acht Meter hohen Kirchenwände bestehen aus unbehauenem Fels. Die Kirche hat bis zur Kuppelspitze eine Höhe von 13 m.
Neben der Verwendung für Gottesdienste der evangelischen Kirchengemeinde von Taivallahti (Taivallahden seurakunta) wird die Kirche regelmäßig für Konzerte genutzt und ist eine Touristenattraktion (rund 500.000 Besucher jährlich).

## Geschichte
Schon in den 1930er Jahren gab es erste Ideen, eine Kirche auf dem Tempelberg in Helsinki zu errichten. Es wurden zwei Architekturwettbewerbe organisiert. Im ersten Wettbewerb war das Komitee mit den Beiträgen unzufrieden und niemand erhielt einen Preis. Im Jahr 1936 gewann J. S. Sirén den zweiten Wettbewerb. Bevor mit dem Projekt begonnen werden konnte, musste es in Folge des Zweiten Weltkriegs und des Winterkriegs in Finnland abgebrochen werden. 1961, also fast 20 Jahre nach dem Krieg, organisierte man erneut einen Architekturwettbewerb, den die Brüder Timo und Tuomo Suomalainen gewannen. Aufgrund der wirtschaftlichen Situation konnte jedoch erst 1968 mit den Bauarbeiten begonnen werden. Der erste Name der Kirche war Taivallahden kirkko, seit 1971 heißt sie Temppeliaukion kirkko.

## Orgel

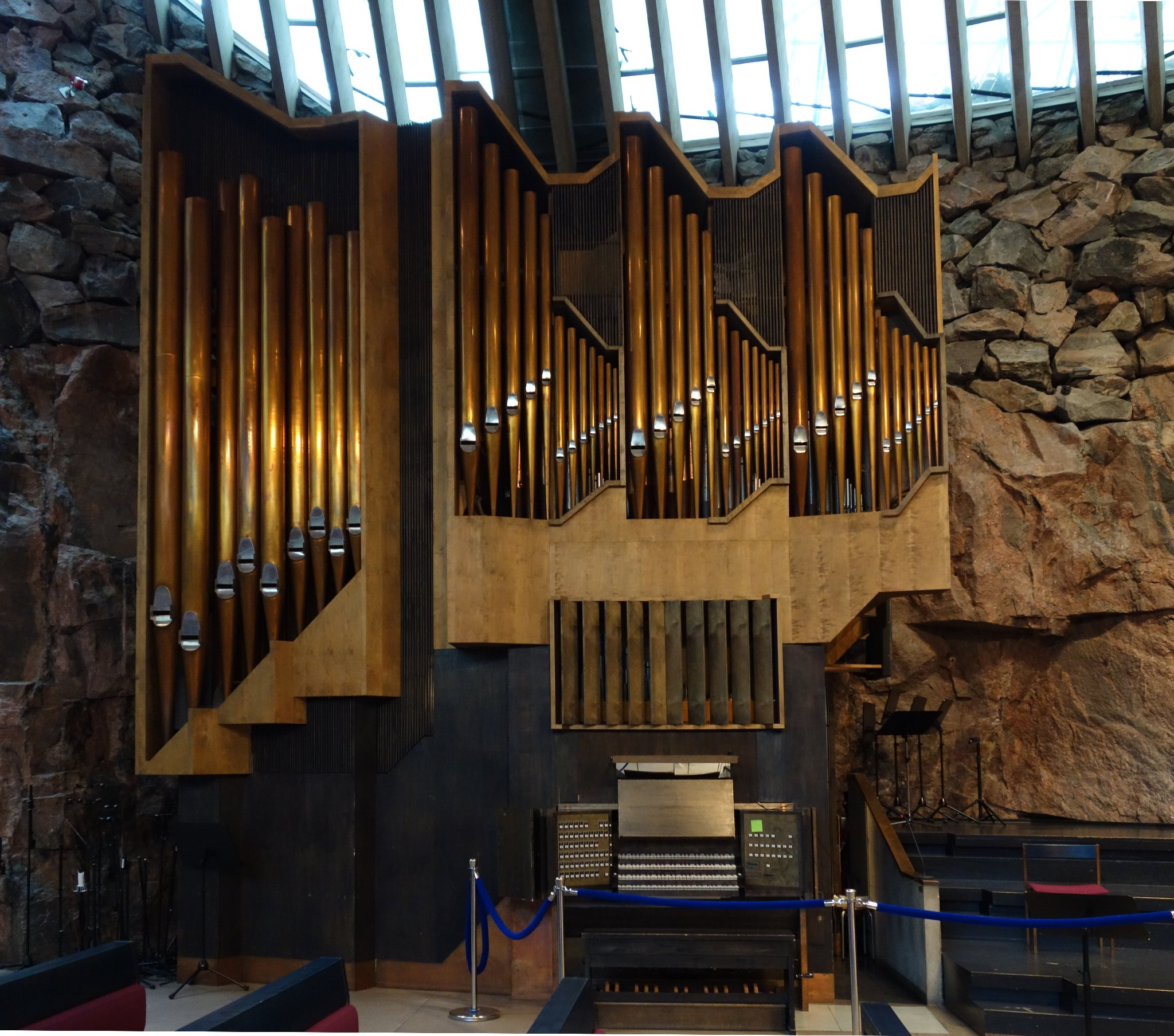
Die Orgel

Die Orgel wurde 1975 von Veikko Virtanen gebaut. Sie hat 43 Register auf vier Manualen und Pedal.
Die Disposition lautet:
| I Positiv C–g3 |        |
| Gedackt        | 8′     |
| Principal      | 4′     |
| Koppelflöte    | 4′     |
| Nasat          | 2 ⁄3′  |
| Gemshorn       | 2′     |
| Terz           | 1 3⁄5′ |
| Kvinta         | 1 ⁄3′  |
| Scharf IV      | 1′     |
| Cromorne       | 8′     |
| Tremulant      |        |

| II Hauptwerk C–g3 |        |
| Pommer            | 16′    |
| Principal         | 8′     |
| Spitzflöte        | 8′     |
| Oktava            | 4′     |
| Terz              | 3 1⁄5′ |
| Oktava            | 2′     |
| Mixtur            | V      |
| Trompete          | 8′     |

| III Schwellwerk C–g3 |     |
| Principal            | 8′  |
| Rohrflöte            | 8′  |
| Unda maris           | 8′  |
| Offenflöte           | 4′  |
| Waldflöte            | 2′  |
| Sesquialter          | II  |
| Principalmixtur      | IV  |
| Fagott               | 16′ |
| Oboe                 | 8′  |
| Clairon              | 4′  |
| Tremulant            |     |

| IV Brustwerk C–g3 |      |
| Gedackt           | 8′   |
| Rohrflöte         | 4′   |
| Principal         | 2′   |
| Sifflöte          | 1′   |
| Cymbel II         | 1/2′ |
| Vox humana        | 8′   |
| Tremulant         |      |

| Pedal C–f1      |       |
| Principal       | 16′   |
| Subbass         | 16′   |
| Oktava          | 8′    |
| Gedackt         | 8′    |
| Oktava          | 4′    |
| Nachthorn       | 2′    |
| Rauschpfeife IV | 2 ⁄3′ |
| Kontrafagott    | 32′   |
| Posaune         | 16′   |
| Trompete        | 8′    |

- Koppeln: I/II, III/II, IV/II, IV/III, I/P, II/P, III/P, IV/P
- Bemerkungen: mechanische Spiel- und elektrische Registertraktur

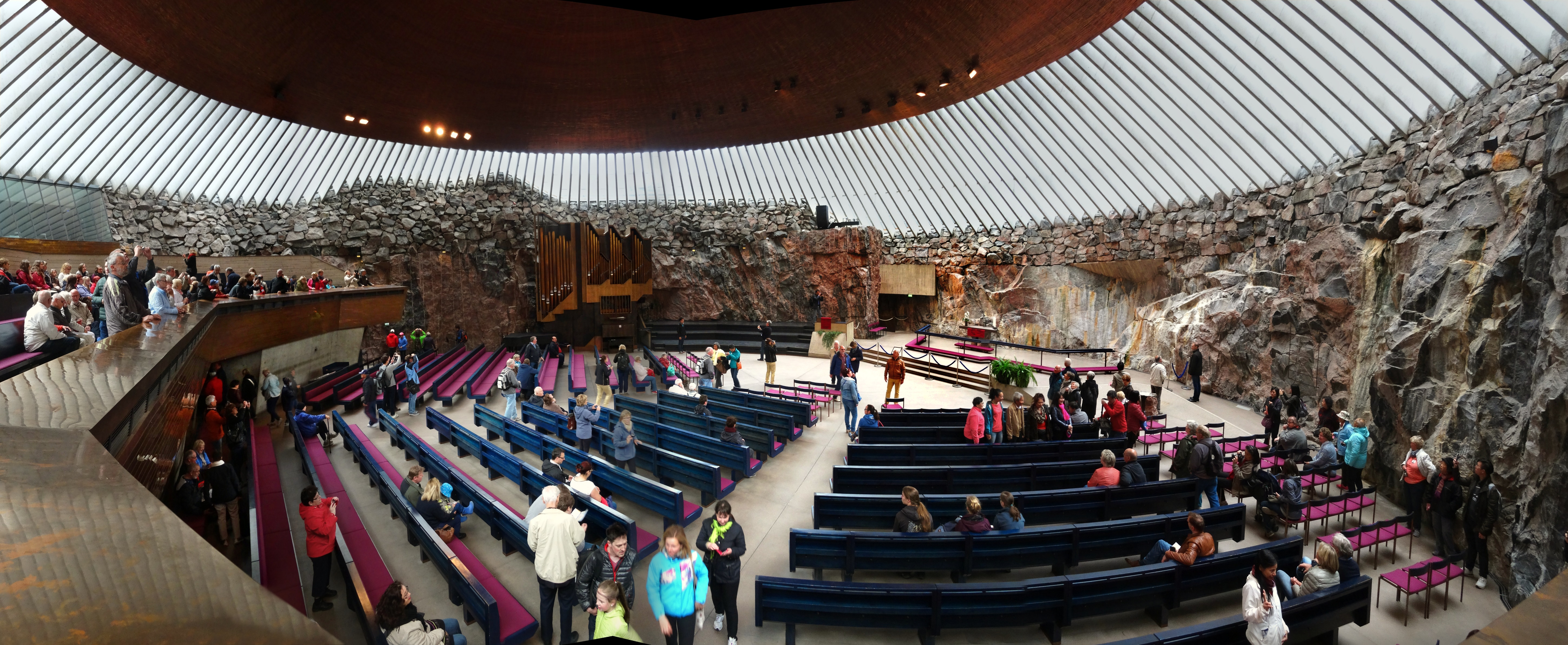
Innenansicht mit Empore und Orgel
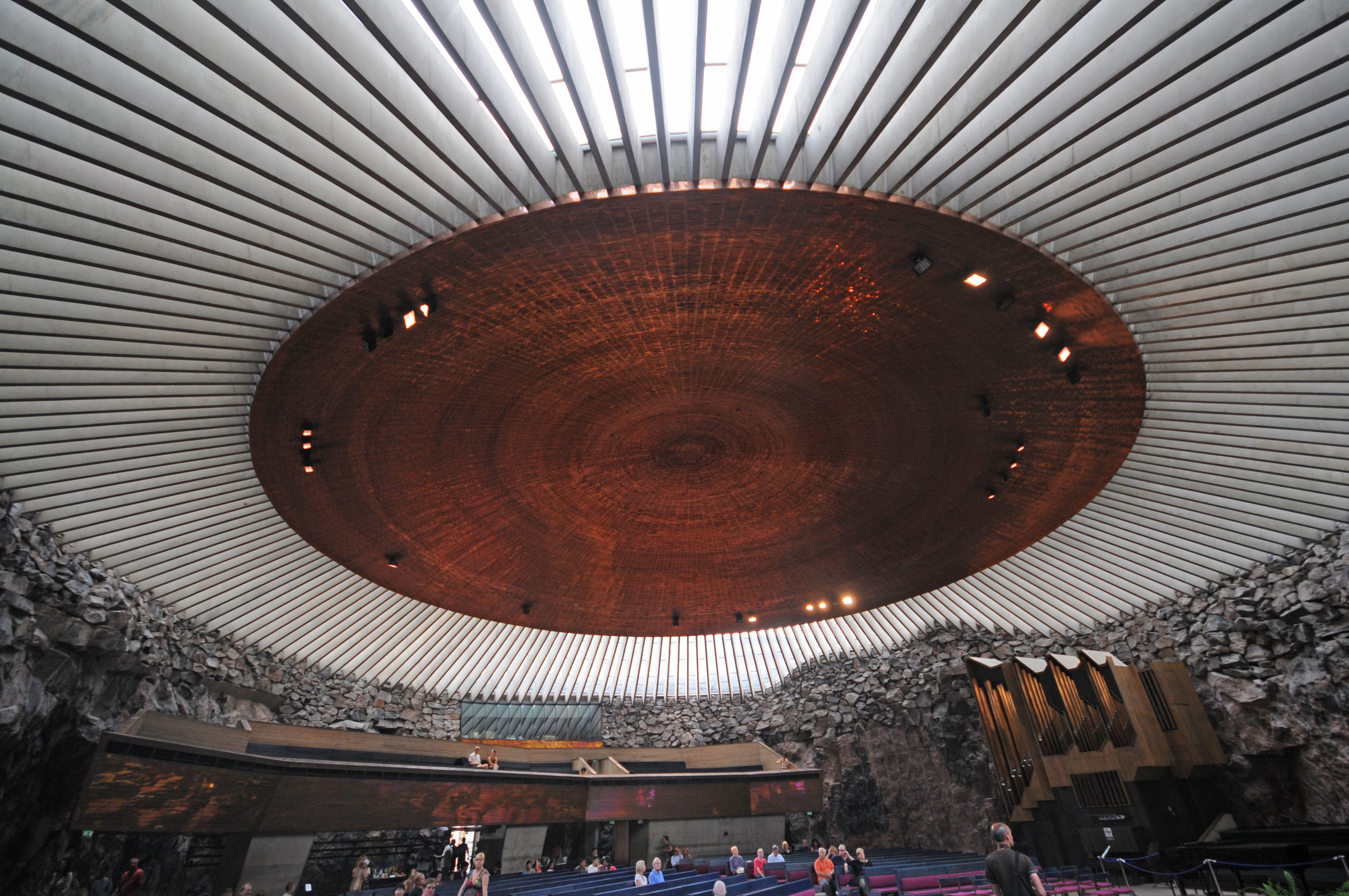
Kupferdach und 180 Fenster von innen
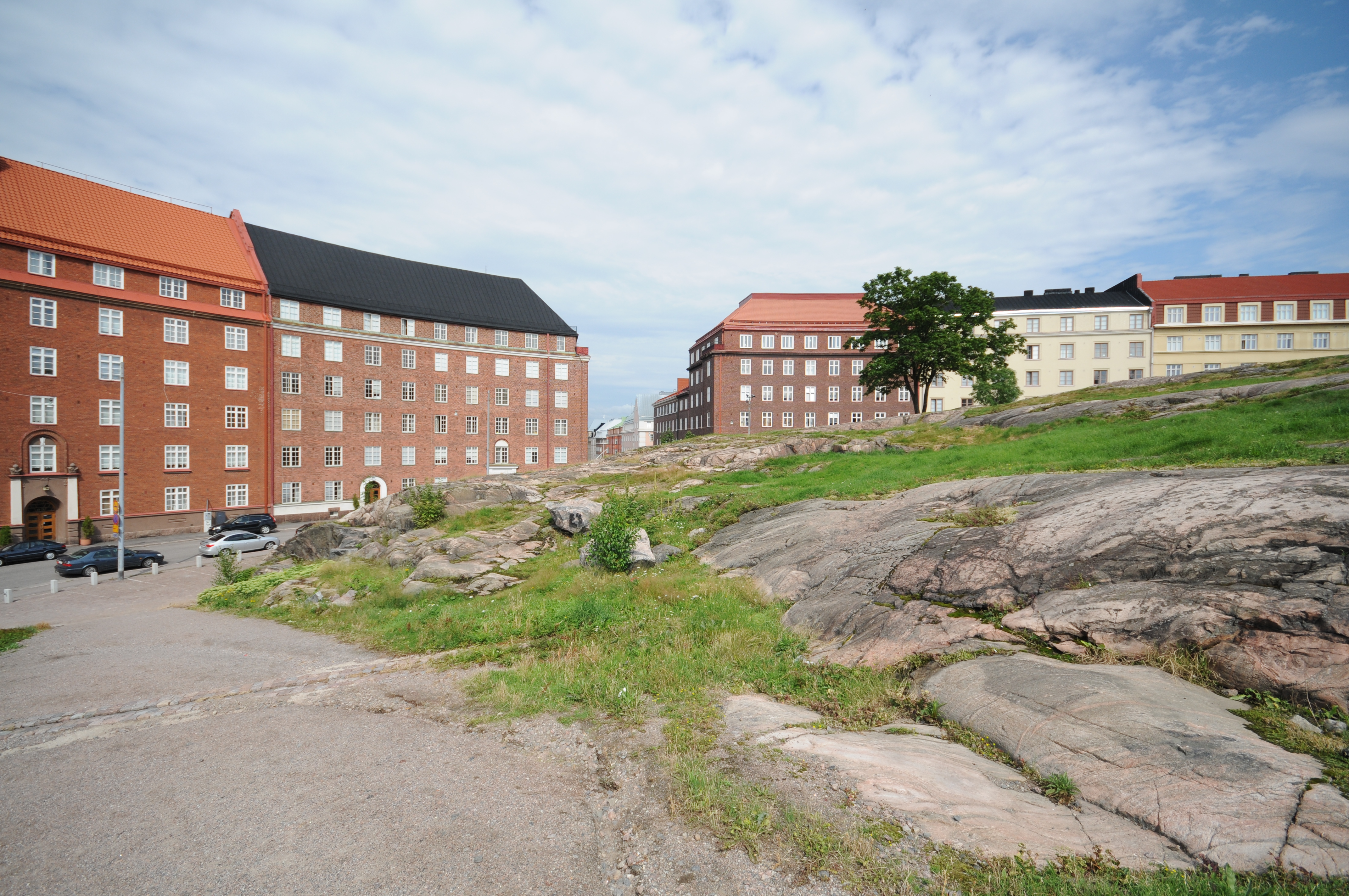
Von außen kaum als Kirche erkennbar: der Felsen, in den das Bauwerk geschlagen wurde
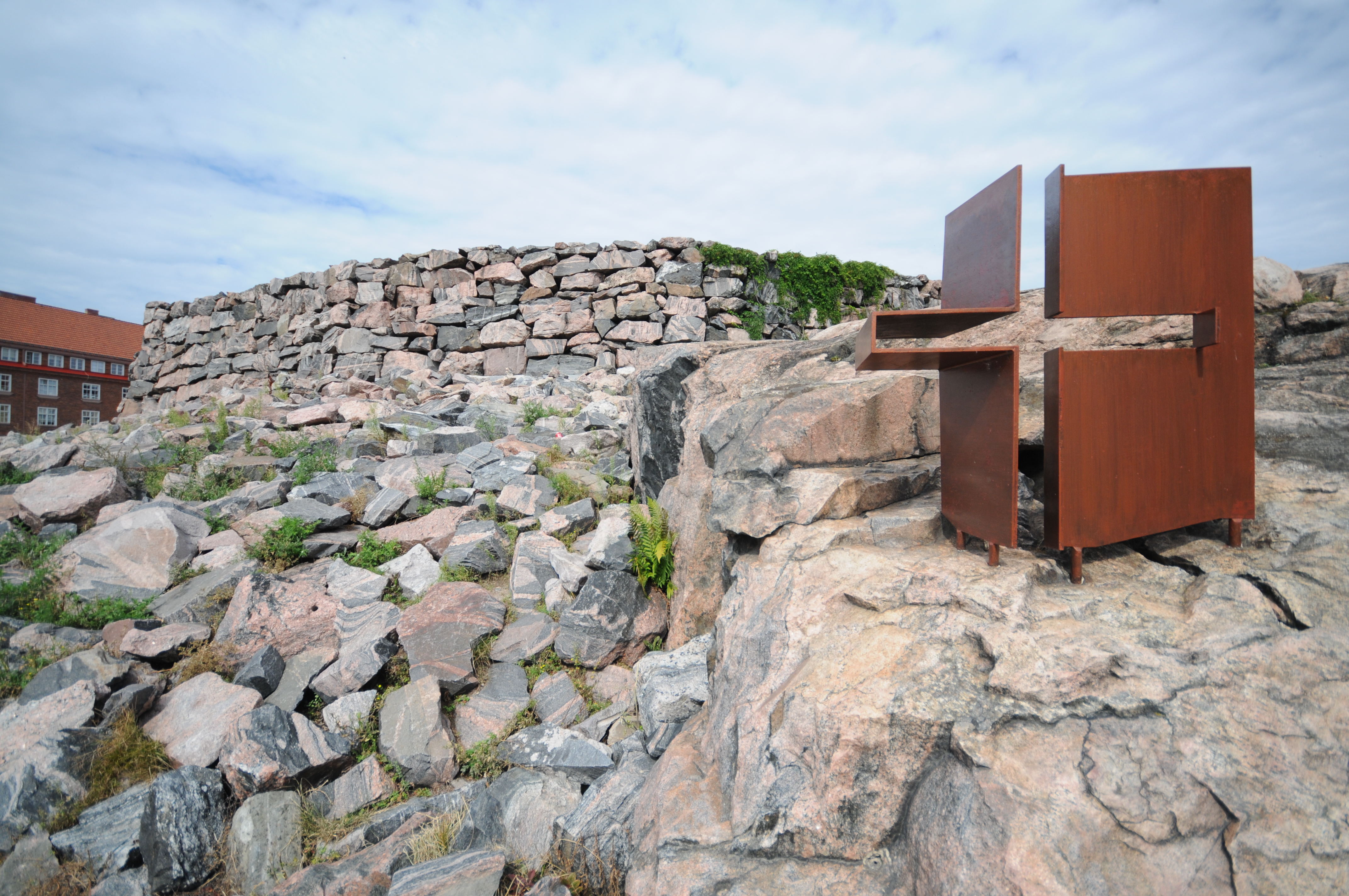
Detail Eingangsbereich